# William J. Hughes

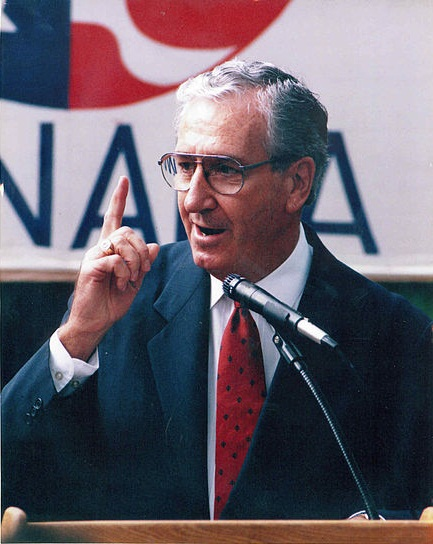
William J. Hughes

William John Hughes (* 17. Oktober 1932 in Salem, Salem County, New Jersey; † 30. Oktober 2019 in Ocean City, New Jersey) war ein US-amerikanischer Politiker. Zwischen 1975 und 1995 vertrat er den Bundesstaat New Jersey im US-Repräsentantenhaus; von 1995 bis 1998 war er Botschafter der Vereinigten Staaten in Panama.

## Werdegang
William Hughes besuchte die öffentlichen Schulen seiner Heimat und studierte danach bis 1955 an der Rutgers University in New Brunswick. Nach einem anschließenden Jurastudium an der Rutgers School of Law in Camden und seiner 1959 erfolgten Zulassung als Rechtsanwalt begann er in Ocean City in diesem Beruf zu arbeiten. Zwischen 1961 und 1970 war er in verschiedenen Positionen als Staatsanwalt tätig. Gleichzeitig schlug er als Mitglied der Demokratischen Partei eine politische Laufbahn ein. Im Jahr 1970 kandidierte er noch erfolglos für den Kongress. 1972 wurde er Mitglied einer Beraterkommission des Ethikausschusses.
Bei den Kongresswahlen des Jahres 1974 wurde Hughes im zweiten Wahlbezirk von New Jersey in das US-Repräsentantenhaus in Washington, D.C. gewählt, wo er am 3. Januar 1975 die Nachfolge von Charles W. Sandman antrat. Nach neun Wiederwahlen konnte er bis zum 3. Januar 1995 zehn Legislaturperioden im Kongress absolvieren. Dort war er unter anderem Mitglied im Rechtsausschuss und im Ausschuss für die Handelsmarine und Fischerei. Im Jahr 1986 gehörte er zu den Abgeordneten, die mit der Durchführung des Amtsenthebungsverfahrens gegen Bundesrichter Harry E. Claiborne betraut waren. Hughes setzte sich im Parlament auch für Umweltbelange ein. Im Jahr 1994 verzichtete er auf eine erneute Kongresskandidatur.
Im Jahr 1995 wurde Hughes von Präsident Bill Clinton als Nachfolger von Oliver P. Garza zum Botschafter der Vereinigten Staaten in Panama ernannt. Dieses Amt bekleidete er bis 1998. In diese Zeit fiel die Rückgabe der Panamakanalzone an den Staat Panama. William Hughes war seit 1956 verheiratet; er hatte vier Kinder und acht Enkelkinder.